# Xianfeng

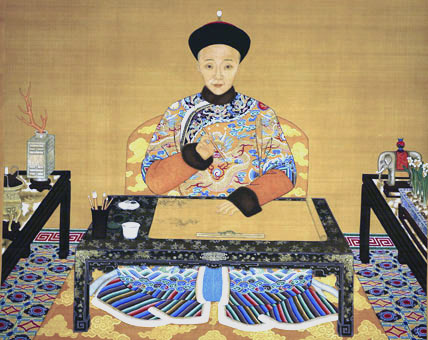
Kaiser Xianfeng

Xianfeng (chinesisch 咸豐, Pinyin Xiánfēng, Wade-Giles: Hsien2-fêng1) * 17. Juli 1831 in Peking; † 22. August 1861 in Jehol) war der vierte Sohn von Kaiser Daoguang und vom 9. März 1850 bis zu seinem Tod der achte Kaiser von China aus der Qing-Dynastie.

## Clan, Namen
- Clan: Aisin Gioro (愛新覺羅)
- Geburtsname: Yizhu (奕詝), Mandschu: I ju, auch: I-ju
- Regierungsdevise: Xianfeng (咸豐), deutsch etwa: Universeller Wohlstand
- Tempelname (posthum): Wenzong (文宗)
- Posthumer Titel (Kurzfassung): Göttlicher Kaiser Xian (Xian Huangdi, 顯皇帝)

## Eltern, Ehefrauen, Konkubinen (Auswahl), Kinder
- Vater: Kaiser Daoguang (1782–1850), dessen 4. Sohn Xianfeng war
- Mutter: Edle Kaiserliche Gemahlin (=Konkubine 1. Ranges): Quan (1806–1840)
- Kaiserin (posthum) Xiaodexian (孝德顯皇后, 1831–1850), nach deren Tod
- Kaiserin (d. h. als Kaiser offiziell verheiratet mit): Kaiserin Zhen (貞皇后), als Kaiserinwitwe Ci'an (慈安), posthum Kaiserin Xiaozhenxian (孝貞顯皇后, 1837–1881)
- Edle Kaiserliche Gemahlin (=Konkubine 1. Ranges): Zhuangjing (莊靜, 1837–1890)
- Von dieser eine Tochter: Gurun Prinzessin Rong'an (榮安, 1855–1875)
- Kaiserliche Gemahlin (=Konkubine 2. Ranges): Wen (玟, 1835–1890)
- Von dieser ein namenloser Sohn, geboren und gestorben 1859
- Konkubine niederen Ranges Yi (懿, 1835–1908, als Kaiserinwitwe Cixi, posthum Kaiserin Xiaoqinxian)
- Von dieser sein einziger überlebender Sohn: Zaichun (載淳, 1856–1875, als Kaiser später Tongzhi)[1]

## Jugend und Privatleben
Er wurde unter dem Namen Yizhu (Wade-Giles: I-ju) im Alten Sommerpalast geboren und war nach zwei älteren Schwestern das dritte Kind der kaiserlichen Konkubine Quan (geborene Niohuru), sowie der vierte Sohn des Kaisers Daoguang, welcher wenige Jahre später Yizhus Mutter als Kaiserin Xiaoquancheng zu seiner dritten Hauptfrau ernannte. Sein Vater zog ihn den Brüdern und Vettern aufgrund seiner Talente in Literatur und Verwaltung vor. Yizhu erste Frau aus dem Clan Sakda starb vor seinem Amtsantritt. Sie wurde posthum mit dem Namen Xiaodexian als Kaiserin geehrt.
Da Xianfeng einen strikt antiwestlichen Kurs verfolgte, hatte er in der abendländischen Geschichtsschreibung keinen guten Ruf, der hauptsächlich auf Gerüchten über sein letztes Jahr im Sommerpalast von Jehol beruht. Er galt als sehr genusssüchtig, konsumierte angeblich viel Alkohol und auch Opium, genoss die Oper – und seinen kaiserlichen Harem. Ähnlich wie seine Vorgänger hatte er eine Hauptfrau, die Kaiserin Zhen, die keine leiblichen Kinder gebar, später als Kaiserinwitwe Ci’an bekannt wurde und posthum als Xiaozhenxian geehrt wurde, zwei weitere Kaiserliche Gemahlinnen und wenigstens elf Konkubinen. Zu diesen gehörte auch Yi, die Mutter seines einzigen überlebenden Sohnes Zaichun (als Kaiser: Tongzhi); sie wurde nach Xianfengs Tod als Kaiserinwitwe Cixi berühmt. Insgesamt hatte Xianfeng mit seinen Frauen zwei Söhne (der zweite starb im Säuglingsalter) und eine Tochter von der Edlen Kaiserlichen Gemahlin (der Titel einer Konkubine ersten Ranges nach der Kaiserin) mit Namen Zhuangjing; die Tochter hieß Gurun Prinzessin Rong'an, sie starb 19-jährig infolge einer Fehlgeburt kinderlos.

## Amtszeit als Kaiser von China
In seiner Amtszeit, die er im Alter von 19 Jahren unter dem Kaisernamen Xianfeng (wörtlich etwa: Universeller Wohlstand) antrat, erlebte das Kaiserreich eine der schwersten Krisen seiner Geschichte. Sie war innenpolitisch von zahlreichen Aufständen geprägt:
- Der 1848 ausgebrochene Taiping-Aufstand unter dem christlichen Sektenführer Hong Xiuquan weitete sich zu einer das ganze Reichsgebiet erfassenden Katastrophe aus, die unter anderem 600 Städte verwüsten und 20 bis 30 Millionen Menschen das Leben kosten sollte. Die Rebellen nahmen Nanjing ein, ihr Vormarsch auf Peking wurde jedoch 1853 gestoppt. Die Rückeroberung Nanjings scheiterte 1856, der blutige Bürgerkrieg wütete noch bis 1864.
- Ab 1851 kam es in Nord- und Ostchina zu dem weit weniger erfolgreichen Nian-Aufstand, einer erneuten Rebellion durch Sympathisanten der Geheimgesellschaft „Weißer Lotus“. Die Nian-Rebellen drohten kurz die Hauptstadt einzunehmen und fügten den kaiserlichen Truppen empfindliche Verluste zu. Erst 1868 wurden die Nian-Rebellen vernichtend geschlagen.
- Die Panthay-Rebellion brach 1856 aus und währte bis 1872.
- In verschiedenen Provinzen gab es weitere Erhebungen ethnischer Minderheiten, etwa der Miao.

Ursachen dafür waren u. a. die zunehmende Entfernung zwischen dem Kaiserhof und den Provinzbeamten („Mandarinen“, neuerdings auch Chinesische Gentry genannt) sowie eine Reihe von Missernten wegen ausbleibender oder zu vieler Niederschläge (z. B. das katastrophale Hochwasser des Huang He 1855). Die Beamten und Generäle des Kaisers, hervorzuheben sind etwa Zeng Guofan und Senggerinchin, konnten die Aufstandsbewegungen trotz einiger Erfolge nicht zur Lebzeit des Kaisers beenden.
Außenpolitisch kämpfte die Mandschu-Dynastie an zwei Fronten gegen europäische Mächte, nämlich zum einen im Norden gegen das Russische Reich, dem es 1858 im Vertrag von Aigun und 1860 im Rahmen der Pekinger Konvention große, allerdings sehr dünn besiedelte Gebiete der nördlichen Mandschurei abtreten musste; dort wurde dann die Stadt Wladiwostok gegründet. Zum anderen erreichte der seit Beginn des Jahrhunderts schwelende Konflikt mit dem Vereinigten Königreich und nun auch Frankreich mit dem Zweiten Opiumkrieg 1856–1860 einen weiteren Höhepunkt. Xianfeng glaubte nicht an die Überlegenheit der Briten und Franzosen und wollte sich deren Forderungen nicht weiter beugen, schließlich hatten sie das Kaiserreich bereits nach dem Ersten Opiumkrieg zu mehreren sogenannten Ungleichen Verträgen gezwungen (insbesondere Vertrag von Nanking 1842). Verhandlungen, die auf chinesischer Seite von Prinz Gong geführt wurden, scheiterten letztlich. 1860 stießen die beiden alliierten Truppen unter Lord Elgin bis in die Nähe von Peking vor und entsandten eine Verhandlungsdelegation an den Kaiserhof. Wohl auf Anweisung von Xianfeng wurden die Delegierten gefangen genommen und gefoltert, einige von ihnen starben. Daraufhin griffen die Europäer die Stadt an und schlugen deren Verteidiger, im Wesentlichen mongolische Truppen, in der Schlacht von Palikao vernichtend. Xianfeng floh mit einem Großteil seines Hofes zu seinem „jährlichen Jagdausflug“ in seinen Sommerpalast nach Jehol. Um die Gefangennahme und Misshandlung der Gesandten zu vergelten, gab Elgin am 18. Oktober den Alten Sommerpalast zur Plünderung frei und ließ ihn niederbrennen, die Verbotene Stadt verschonte er.
Infolge der Niederlage im Zweiten Opiumkrieg wurde China durch die Pekinger Konvention vom 24. Oktober 1860 erneut zu erheblichen Konzessionen gezwungen, insbesondere zur Öffnung weiterer Häfen für den transkontinentalen Handel, zu Reparationen von 16 Millionen Silberunzen, sowie zur uneingeschränkten Duldung christlicher Missionstätigkeit. Die Insel Hong Kong und der Südteil der Halbinsel Kowloon einschließlich Stonecutters Island wurden für immer an Großbritannien abgetreten. Da die Europäer und die USA nach ihrem Abzug Botschafter in Peking zurückließen, die Xianfeng den Kotau verweigern und damit seine Oberheit nicht anerkennen würden, zog es der Kaiser vor, nicht mehr in die Hauptstadt zurückzukehren. Demütigend für den Kaiser von China waren weniger die territorialen Zugeständnisse an die Westmächte, jedoch schmerzte die Abtretung eines großen Teils des Stammlandes der Dynastie an Russland durchaus. Die anderen Europäer hatten keine territorialen Ambitionen im Land und ihre Häfen (Hongkong, Shanghai usw.) waren keine Annexionen blühender Städte, sondern Neugründungen. Schwerer wog, dass China die Gerichtsbarkeit über die Ausländer verlor. Die Fiktion, dass die ganze Welt entweder Untertanen des Kaisers von China waren oder ihm tributpflichtig, war nicht einmal mehr im Land selbst aufrechtzuerhalten. Vor allem aber waren die Europäer militärtechnologisch so hoch überlegen, dass sie China jederzeit zu weiteren Zugeständnissen zwingen konnten.
Im Sommerpalast von Jehol waren die kaiserliche Familie und die führenden Hofbeamten unter sich, die Ereignisse werden in der unten genannten Literatur widersprüchlich dargestellt. Unstrittig ist, dass der Kaiser tödlich erkrankte, sei es wegen selbstzerstörischer Exzesse oder aufgrund einer schweren Lungenentzündung in der kaum beheizbaren Palastanlage. Vorzugsweise umgab er sich mit seinem Kronrat, faktisch einer Gruppe von acht Günstlingen: dem Mandschu-Beamten Sushun, den Prinzen Duanhua und Zaiyuan, sowie Jingshou, Muyin, Kuangyuan, Du Han und Jiao Youying. Sein nahes Ende voraussehend, verfügte er, dass der Kronrat seinen Nachfolger unterstützen solle. Den hatte er jedoch noch nicht offiziell benannt, schließlich war er gerade erst dreißig Jahre alt und potenzielle Nachfolger noch im Kindesalter. An seinem einzigen Sohn, dem fünfjährigen Zaichun, führte allerdings kaum ein Weg vorbei, er soll ihn schließlich am Tag seines Todes mündlich (und nicht wie üblich mittels einer geheimen, versiegelten Verfügung) zum Kaiser bestimmt haben. Im Besitz der kaiserlichen Siegel, mit denen alle Erlasse des Kindkaisers beglaubigt werden mussten, waren traditionsgemäß die beiden Kaiserinwitwen; Kaiserin Zhen nannte sich als Kaiserinwitwe von nun an Ci'an (慈安), die Konkubine Yi Cixi (慈禧). Während Ci'an wohl geneigt war, dem Kronrat ihr Siegel zur Verfügung zu stellen, verweigerte Cixi dies schon nach kurzer Zeit. Sie hatte prominente Unterstützer unter den Acht Bannern, namentlich General Ronglu und dem kaiserlichen Halbbruder Prinz Gong. Während der Kronrat mit dem Leichnam des Kaisers nur langsam nach Peking zurückkehren konnte, eilten Prinz Gong (er hatte auf chinesischer Seite die Pekinger Konvention „verhandelt“ und war nach dem Abzug der Alliierten aus Peking nach Jehol gekommen) und die Kaiserinwitwen mit den kaiserlichen Siegeln nach Peking zurück. Durch den Xinyou-Staatsstreich von Anfang November 1861 gelang es ihnen, den Kronrat zu entmachten und die beiden Witwen als Regenten für den Kindkaiser Tongzhi einzusetzen. Inwieweit Letztere lediglich als Marionetten der Partei um Prinz Gong fungieren sollten, ist nicht geklärt. Sushun, Duanhua und Zaiyuan wurden zum Tod der tausend Schnitte verurteilt, Sushun zur öffentlichen Enthauptung begnadigt, den beiden anderen wurde es gestattet, Selbstmord zu begehen.
Das Grab von Kaiser Xianfeng ist eines der Östlichen Qing-Gräber.